# Vladimír Kolátor
Vladimír Kolátor (17. března 1903 Praha – 18. srpna 1986 Praha) byl divadelní režisér, dramaturg, autor a překladatel, divadelní a filmový kritik, historik, kameraman, také jeden z nejvýznamnějších činovníků meziválečného československého hnutí sexuálních menšin.

## Studium
Pocházel z rodiny Jana Kolátora (* 1857), obchodníka, starosty Břevnova a jeho manželky Anny Tylleové. Studoval na malostranském gymnáziu a po maturitě (1922) na Právnické fakultě Univerzity Karlovy, kterou absolvoval v roce 1935 . Docházel však i na fakultu filozofickou.

## Divadelní tvorba
Vystřídal různá divadelní angažmá:
- 1926–1927 Gamzovo Umělecké studio – režisér
- 1935–1939 Městské divadlo v Kladně – dramaturg a ředitel
- 1940–1941 České divadlo v Olomouci – režisér
- 1942–1943 Beskydské divadlo v Hranicích – šéf činohry a režisér
- 1943–1944 České lidové divadlo v Brně – dramaturg[pozn. 1]
- 1945–1946 Divadlo kolektivní tvorby v Praze – dramaturg
- 1947–1949 divadelní agentura Alfa a Universum – lektor
- 1951–1963 Vesnické divadlo v Praze (později Státní divadelní studio) – asistent režie a režisér

## Filmová tvorba
Jako kameraman se ve 30. letech podílel na čtyřech filmech:
- Psohlavci (1931) s Václavem Víchem
- Třetí rota (1931) s Janem Stallichem
- Pepina Rejholcová (1932) s Janem Stallichem
- Zborov (1938) s Josefem Střechou

## Literární a žurnalistická tvorba
Na přelomu 30. a 40. let byl jedním z předních beletristů a mluvčím skupiny Aktivisté. V roce 1939 vydal román Vzdušné vidiny z prostředí kolem zbirožského zámku, který byl na zadní stránce opatřen poznámkou o zamýšleném filmovém zpracování (k němu však nedošlo). Vydal překlady japonské poezie Japonské písně lásky (1939) a Písně Dálného východu (1940).
Napsal biografické publikace o soudobém divadelníkovi Vladimíru Gamzovi (1931) a o jedné z vůdčích osobností českého divadla 19. století Janu Nepomuku Štěpánkovi (1941). Psal také divadelní hry: jednoaktovku Návštěva (vyšla roku 1943) nebo operetní libreto Jana.
V letech 1931–1933 působil jako filmový a divadelní kritik a referent v literárně-kulturním týdeníku Čin. Byl však orientován spíše pravicově, takže se s levicověji orientovanou redakcí rozešel. Přispíval i do celé řady dalších periodik: České slovo, Index, Kino, Národní listy, Národní osvobození, Národní politika, Polední list, Jeviště, České divadlo, Naše divadlo, Úboj, Zlín, Živá tvorba.
Od podzimu 1932 se po Josefu Hladkém stal vedoucím redaktorem časopisu Nový hlas, v jehož čele zůstal až do jeho konce v roce 1934. Oproti zakladatelům původního Hlasu, bratřím Černým, kteří se soustředili zejména na psaní proti § 129 trestního zákona, se redakce pod Kolátorovým vedením zaměřovala na oblast výchovy či sebevýchovy homosexuální komunity za účelem zvýšení společenské akceptace, v jejímž důsledku by pak paragraf pozbyl opodstatnění. K psaní užíval pseudonymy Vladimír Vávra a P. Vlk. Překládal poezii zahraničních autorů jako Stefana Georga, Friedricha II. Velikého, Goetha, Schillera… i explicitní homoerotické básně, které se později objevily i v Japonských písních lásky. Více se však věnoval (vlastní) próze.

## Osobní život
V roce 1950 byl Kolátor vězněn v komunistickém táboře nápravných prací. Policejní záznamy z téže doby bez bližšího určení zmiňují jeho snoubenku.